# السويق (المخادر)

تعديل مصدري - تعديل

السويق هي إحدى قرى عزلة السحول بمديرية المخادر التابعة لمحافظة إب، بلغ تعداد سكانها 738 نسمة حسب تعداد اليمن لعام 2004.